# Teudis suspiciosus
Teudis suspiciosus är en spindelart som först beskrevs av Eugen von Keyserling 1891.  Teudis suspiciosus ingår i släktet Teudis och familjen spökspindlar. Inga underarter finns listade i Catalogue of Life.